# 余庆堂
余庆堂位于浙江省金华市兰溪市女埠街道渡渎村渡一行政村。建筑建于明洪武年间，面西向，平面布局为三进一穿堂，堂前尚存一对明代石狮，建筑总面积约860平方米。2005年3月16日公布为浙江省文物保护单位，2013年5月公布为第七批全国重点文物保护单位。